# Bosco Puthur
Bosco Puthur (ur. 28 maja 1946 w Parappur) – indyjski duchowny syromalabarski pracujący w Australii, w latach 2014–2023 biskup Melbourne.

## Życiorys
Święcenia kapłańskie przyjął 27 marca 1971 i został inkardynowany do archieparchii Trichur. Pracował głównie w eparchialnych seminariach, był także m.in. protosyncelem oraz wikariuszem katedry.
18 stycznia 2010 został prekonizowany biskupem kurialnym Ernakulam-Angamaly i biskupem tytularnym Foratiany. Chirotonii biskupiej udzielił mu 13 lutego 2010 zwierzchnik Kościoła syromalabarskiego, kard. Varkey Vithayathil.
11 stycznia 2015 otrzymał nominację na biskupa nowo powstałej eparchii św. Tomasza Apostoła w australijskim Melbourne oraz na wizytatora apostolskiego dla syromalabarczyków przebywających w Nowej Zelandii.
14 stycznia 2023 papież Franciszek przyjął jego rezygnację z urzędu biskupa Melbourne.
7 grudnia 2023 papież Franciszek mianował go administratorem apostolskim sede vacante et ad nutum Sanctae Sedis archieparchii Ernakulam-Angamaly, urząd ten pełnił do 11 stycznia 2025.